# Thelaira claritriangla
Thelaira claritriangla là một loài ruồi trong họ Tachinidae.